# Кемерши (Актюбинская область)
Кемерши (каз. Кемерші) — село в Байганинском районе Актюбинской области Казахстана. Входит в состав Кызылбулакского сельского округа. Код КАТО — 153649100.

## Население
В 1999 году население села составляло 1221 человек (614 мужчин и 607 женщин). По данным переписи 2009 года, в селе проживало 997 человек (502 мужчины и 495 женщин).